# 柳下正明
柳下正明（1960年1月1日—），前日本職業足球員，日本20歲以下足球代表隊成員。

## 俱乐部生涯
1982年，柳下正明在山葉発動機开始足球生涯。1992年，引退。

## 日本國家足球隊
柳下正明参加了1979年世界青年錦標賽。

## 外部連結
- （日語）J.League Data Site （页面存档备份，存于）